# James Hall
James Hall (Hingham (Massachusetts), 12 de setembro de 1811 — Bethlehem (New Hampshire), 7 de agosto de 1898) foi um geólogo e paleontólogo estadunidense. Foi notável autoridade em estratigrafia e personagem fundamental no desenvolvimento da paleontologia nos Estados Unidos.

## Primeiros anos
James Hall nasceu em Hingham (Massachusetts), o mais velho de quatro filhos. Seus pais, James Hall Sr. e Sousanna Dourdain Hall, haviam emigrado da Inglaterra dois anos antes. Hall desenvolveu um interesse precoce pela ciência e se matriculou no Instituto Politécnico Rensselaer, uma faculdade recentemente estabelecida que enfatizava a participação dos estudantes e focava na ciência. Ele foi aluno de Amos Eaton e Ebenezer Emmons, ambos geólogos notáveis. Hall se formou com honras em 1832, recebeu seu mestrado em 1833, e permaneceu em Rensselaer para ensinar química e posteriormente geologia.
Em 1836, foi estabelecido um levantamento de vários anos para coletar informações sobre a geologia e história natural de Nova York. Para fins do levantamento, o estado foi dividido em quatro distritos, e Hall se tornou geólogo assistente de Ebenezer Emmons, chefe do Segundo Distrito. A primeira tarefa de Hall foi estudar depósitos de ferro nas Montanhas Adirondack. No ano seguinte, o levantamento foi reorganizado: Hall foi colocado no comando do Quarto Distrito, no oeste de Nova York. Outros geólogos notáveis trabalhando no levantamento incluíam Lardner Vanuxem e Timothy Conrad. Trabalhando juntos, a equipe do levantamento desenvolveu uma estratigrafia para Nova York e estabeleceu um precedente para nomear divisões estratigráficas baseadas na geografia local.
Ao final do levantamento em 1841, Hall foi nomeado o primeiro paleontólogo estadual. Em 1843, ele fez seu relatório final sobre o levantamento do quarto distrito geológico, que foi publicado como Geology of New York, Parte IV. (1843). Foi recebido com muito elogio e se tornou um clássico na área. Hall havia construído uma reputação sólida e dedicaria o resto de sua vida à geologia estratigráfica e paleontologia de invertebrados.
Ele foi eleito para a American Philosophical Society em 1854.

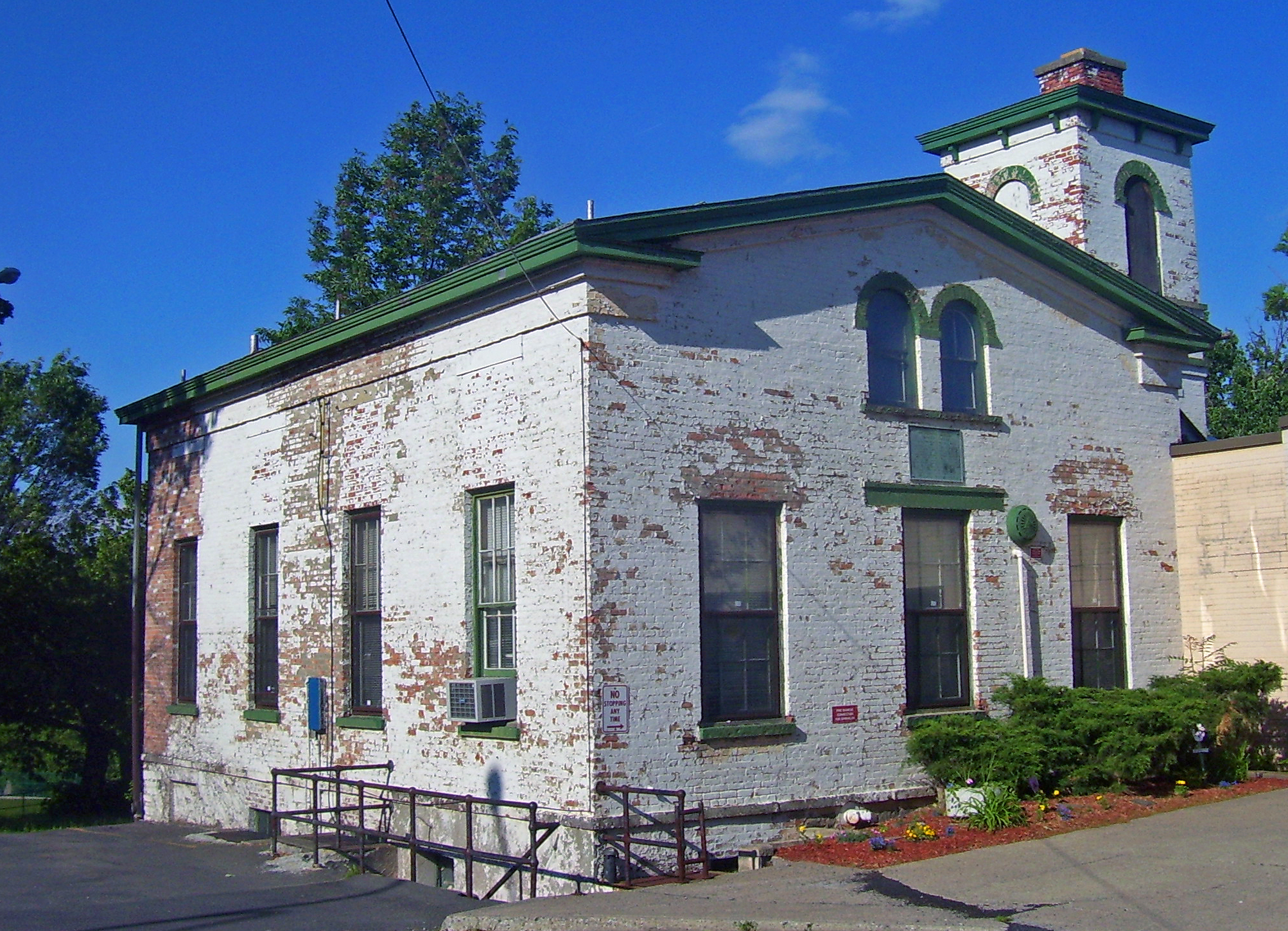
Escritório de Hall em Albany, mostrado em 2008

Hall construiu um laboratório em Albany (Nova York), que se tornou um importante centro de estudo e treinamento para aspirantes a geólogos e paleontólogos. Muitos cientistas notáveis começaram suas carreiras servindo um aprendizado com Hall, incluindo Fielding Meek, Charles Walcott, Charles Beecher e Josiah Whitney. Agora conhecido como o James Hall Office, o laboratório foi designado um Marco Histórico Nacional em 1976.
Entre suas muitas obras, James Hall identificou que fósseis de estromatólito descobertos nos Petrified Sea Gardens, um local próximo a Saratoga Springs (Nova York) que agora também é um Marco Histórico Nacional, eram originalmente orgânicos.

## Últimos anos
Após seu trabalho em Nova Iorque, Hall estendeu seus estudos a outras regiões do país. Em 1850, Hall participou de um levantamento geológico do norte de Michigan e Wisconsin, onde identificou os primeiros recifes fósseis já encontrados na América do Norte. Ele foi nomeado geólogo estadual de Iowa (1855–1858) e Wisconsin (1857–1860). Além disso, vários outros programas de levantamento estaduais procuraram Hall por sua expertise e aconselhamento. Em 1866 ele foi nomeado diretor do Museu Estadual de História Natural de Nova Iorque em Albany. Em 1893 ele foi nomeado Geólogo Estadual de Nova Iorque.
Entre 1847 e 1894 Hall publicou 13 volumes de The Palaeontology of New York, sua principal contribuição no campo. Esta obra massiva consistia em mais de 4500 páginas e 1000 ilustrações de página inteira. Além disso, Hall escreveu mais de 30 outros livros, publicou mais de 1000 trabalhos, e contribuiu com seções para várias publicações federais e estaduais sobre geologia.
Ele foi um membro fundador da Academia Nacional de Ciências e o primeiro presidente da Sociedade Geológica da América. Ele foi um dos fundadores do Congresso Geológico Internacional e serviu como vice-presidente em suas sessões em Paris, Bolonha e Berlim. Ele foi eleito um dos cinquenta membros estrangeiros da Sociedade Geológica de Londres em 1848, e em 1858 foi agraciado com sua Medalha Wollaston. Em 1884 foi eleito correspondente da Academia Francesa de Ciências.
Aos 85 anos ele viajou para São Petersburgo para participar do Congresso Geológico Internacional e também participar de uma expedição aos Montes Urais. Hall morreu dois anos depois em Bethlehem, New Hampshire. Ele está enterrado no Cemitério Rural de Albany, Albany, Nova Iorque.
Uma residência estudantil no Instituto Politécnico Rensselaer tem o nome de James Hall. É oficialmente conhecida como Hall Hall.

## Obras selecionadas
- Geology of New York, Part IV (1843)
- Palaeontology of New York, 8 volumes (1847–1894).
- Geological Survey of Iowa, 2 volumes (1858–1859)
- Report on the Geological Survey of the State of Wisconsin (1862)
- United States and Mexican Boundary Survey (1857)